# Jänissalo (ö i Södra Savolax, lat 62,18, long 28,68)
Jänissalo är en ö i Finland. Den ligger i sjön Enonvesi och i kommunerna Enonkoski och Nyslott i landskapet Södra Savolax, i den sydöstra delen av landet, 300 km nordost om huvudstaden Helsingfors. Öns area är 2,02 kvadratkilometer och dess största längd är 2,9 kilometer i sydöst-nordvästlig riktning.  Öns största längd är omkring 2,5 kilometer i sydöst-nordvästlig riktning.